# Neuaufnahmen in das UNESCO-Kultur- und -Naturerbe 2009
Im Jahr 2009 fanden die im Folgenden Neuaufnahmen in das UNESCO-Kultur- und -Naturerbe statt.

## Welterbestätten
Auf der 33. Sitzung des Welterbekomitees vom 22. bis zum 30. Juni 2009 in Sevilla wurden 11 Stätten in das Welterbe aufgenommen, darunter 10 Kulturstätten, eine Naturstätte.
Bei drei Stätten wurden signifikante Erweiterungen vorgenommen.
| Vertragsstaat(en)      | Bezeichnung                                                         | Typ | Ref. | Anmerkungen |
| ---------------------- | ------------------------------------------------------------------- | --- | ---- | ----------- |
| Belgien                | Palais Stoclet (Lage)                                               | K   | 1298 |             |
| Burkina Faso           | Ruinen von Loropéni (Lage)                                          | K   | 1225 |             |
| Iran                   | Historisches Hydraulik-System von Schuschtar (Lage)                 | K   | 1315 |             |
| Italien                | Dolomiten (Lage)                                                    | N   | 1237 |             |
| Kap Verde              | Cidade Velha, historisches Zentrum von Ribeira Grande (Lage)        | K   | 1310 |             |
| Kirgisistan            | Heiliger Berg Sulamain-Too (Lage)                                   | K   | 1230 |             |
| Peru                   | Heilige Stadt Caral-Supe (Lage)                                     | K   | 1269 |             |
| Schweiz                | La Chaux-de-Fonds / Le Locle, Stadtlandschaft Uhrenindustrie (Lage) | K   | 1302 |             |
| Spanien                | Herkulesturm (Lage)                                                 | K   | 1312 |             |
| Vereinigtes Königreich | Pontcysyllte-Aquädukt und Kanal (Lage)                              | K   | 1303 |             |
| Volksrepublik China    | Berg Wutai (Lage)                                                   | K   | 1279 |             |

Bei folgenden Stätten wurden signifikante Erweiterungen vorgenommen: 
| Vertragsstaat(en) | Bezeichnung | Typ | Ref. | Anmerkungen |
| ----------------- | --- | --- | ---- | ----------- |
| Frankreich        | Von der Großen Saline in Salins-les-Bains zur Königlichen Saline in Arc-et-Senans, die Herstellung von Siedesalz (Lage) | K   | 203  |             |
| Philippinen       | Naturpark Tubbataha-Riff (Lage)                                                                                         | N   | 653  |             |
| Slowakei          | Levoča (Leutschau), Spissky Hrad (Zipser Burg) und assoziierte Kulturdenkmäler (Lage)                                   | K   | 620  |             |